# Ponikwa (Bystrzyca Kłodzka)

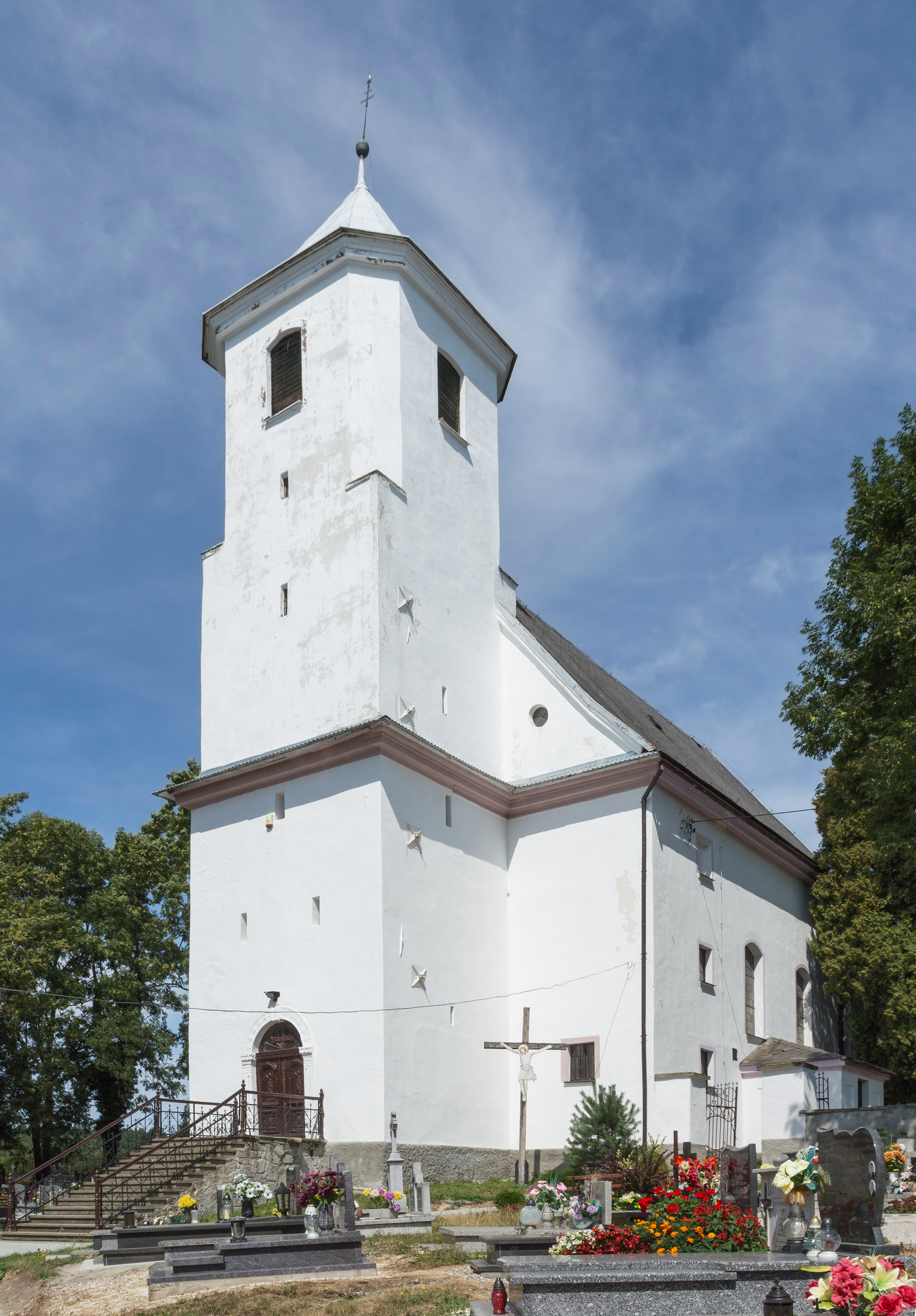
St.-Josefs-Kirche

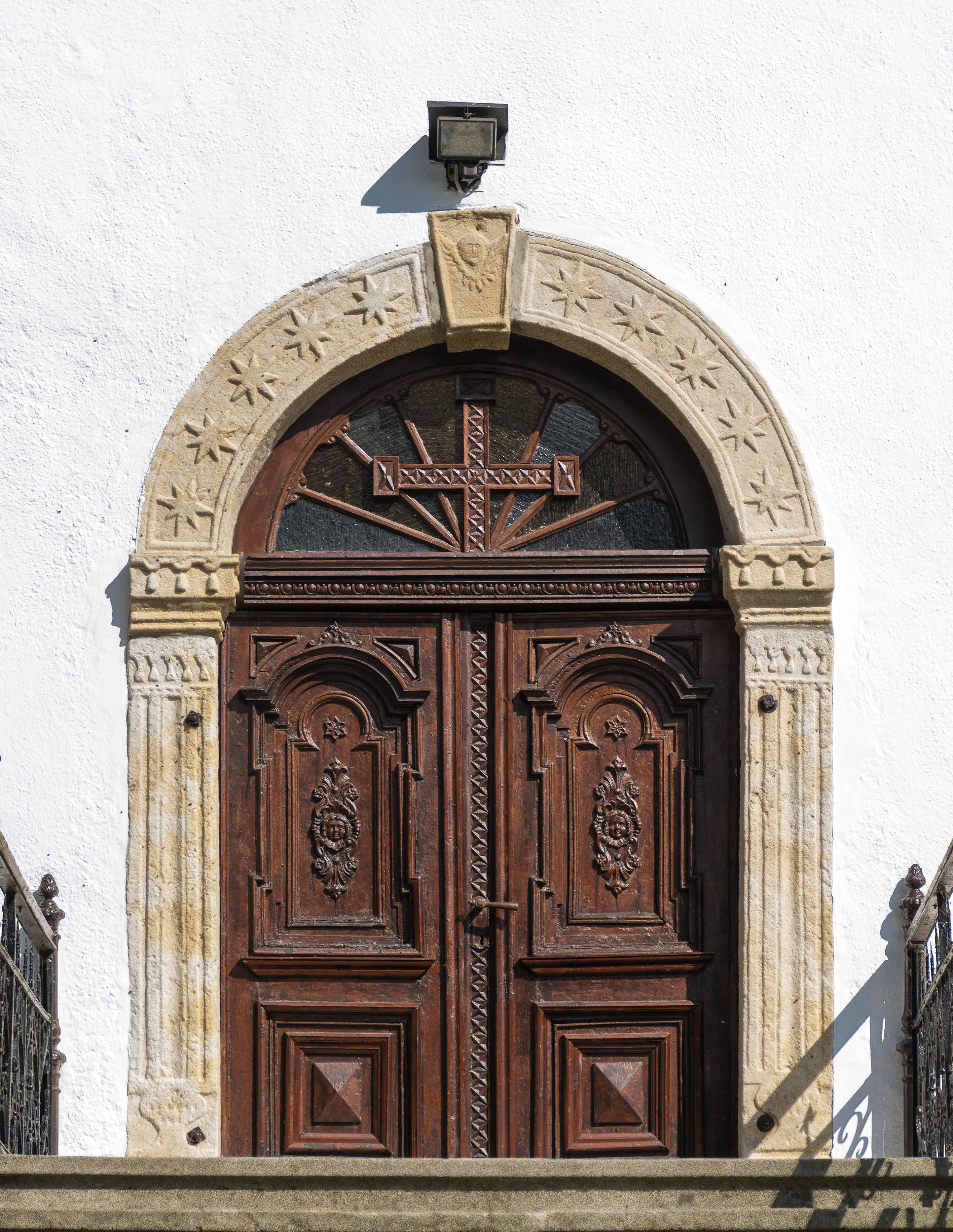
Kirchenportal

Ponikwa (deutsch: Verlorenwasser) ist ein Ort in der Stadt- und Landgemeinde Bystrzyca Kłodzka im Powiat Kłodzki der Woiwodschaft Niederschlesien in Polen. Es liegt sechs Kilometer südlich von Bystrzyca Kłodzka (Habelschwerdt).

## Geographie
Ponikwa liegt am Fuß des Habelschwerdter Gebirges. Nachbarorte sind Wyszki (Hohndorf) im Norden, Długopole Dolne (Niederlangenau) im Osten, Długopole-Zdrój (Bad Langenau) sowie Długopole Górne (Oberlangenau) im Südosten und Poręba (Lichtenwalde) im Südwesten. Im Westen erhebt sich der 965 m hohe Heidelberg (polnisch Jagodna).

## Geschichte
Verlorenwasser gehörte zum Glatzer Land und wurde erstmals 1319 erwähnt. Für das Jahr 1416 ist die Schreibweise „zu dem Verloren Wasser“ überliefert. Im Ort bestand damals eine Wehranlage, die vermutlich im Besitz des böhmischen Königs Johann war. Die Ortsbezeichnung „Verlo(h)renwasser“ setzt sich zusammen aus Wehr (= verteidigen) und Loh (= niederes Holz, Gebüsch) sowie Wasser, mit dem der Dorfbach gemeint ist. Anfang des 15. Jahrhunderts gehörte es vermutlich als Lehen dem Hans von Moschen, der es 1417 seinem Schwager Hans von dem Sande verkaufte. Dessen Witwe Hedwig geborene Moschen vermählte sich in zweiter Ehe mit Peter von Güsner. In den Hussitenkriegen wurde die Wehranlage zerstört. Danach fiel Verlorenwasser vermutlich als erledigtes Lehen durch Heimfall an den böhmischen Landesherrn zurück.
1684 verkaufte die Böhmische Kammer Verlorenwasser und zahlreiche andere Kammerdörfer im Distrikt Habelschwerdt dem Glatzer Landeshauptmann Michael Wenzel von Althann. Dieser bildete aus den neu erworbenen Dörfern die Herrschaft Schnallenstein, deren Hauptort Rosenthal war, so dass sie auch als „Herrschaft Rosenthal“ bezeichnet wurde. Ab diesem Zeitpunkt bestand Verlorenwasser aus einem Dominialanteil und dem Freirichtergut. Der Dominialanteil bestand 1684 aus 17 Bauernhöfen, 32 Häuslern und einer Mehlmühle. Zu diesem Anteil gehörte auch die Obergerichtsbarkeit über das Freirichtergut.
Nach dem Ersten Schlesischen Krieg 1742 und endgültig mit dem Hubertusburger Frieden 1763 fiel Verlorenwasser zusammen mit der Grafschaft Glatz an Preußen. Für Anfang des 18. Jahrhunderts sind nachgewiesen: eine Begräbniskirche, ein Schulhaus, 15 Bauern, 48 Gärtner und Häusler, ein Stückmann und eine Mehlmühle. Nach der Neugliederung Preußens gehörte Verlorenwasser ab 1815 zur Provinz Schlesien und war zunächst dem Landkreis Glatz eingegliedert. 1818 erfolgte die Umgliederung in den Landkreis Habelschwerdt, mit dem es bis 1945 verbunden blieb. Seit 1874 gehörte die Landgemeinde Verlorenwasser zum Amtsbezirk Nieder Langenau. 1939 wurden 533 Einwohner gezählt.
Als Folge des Zweiten Weltkriegs fiel Verlorenwasser 1945 wie fast ganz Schlesien an Polen und wurde zunächst in Utrata und bald danach in Ponikwa umbenannt. Die deutsche Bevölkerung wurde vertrieben. Die neu angesiedelten Bewohner waren zum Teil Vertriebene aus Ostpolen, das an die Sowjetunion gefallen war. Da zahlreiche Bewohner Ponikwa in den nächsten Jahrzehnten wieder verließen, ging die Einwohnerzahl deutlich zurück. 1975–1998 gehörte Ponikwa zur Woiwodschaft Wałbrzych (Waldenburg).

### Freirichtergut
Das Freirichtergut war 1412 im Besitz des Hans von Moschen, dem vermutlich auch das Dorf Verlorenwasser gehörte. 1417 verkaufte er beides seinem Schwager Georg von dem Sande. Nachdem dessen Witwe Hedwig, geborene von Mosch, den Peter Güsner geheiratet hatte, blieb das Freirichtergut bis 1541 in dieser Familie, während das Dorf vermutlich nach den Hussitenkriegen an den böhmischen Landesherrn heimfiel. Für 1541 ist Erasmus Tschesch (Czesch) von Mirselwitz als Freirichter belegt, um 1550 Andreas Lachnit, bei dessen Nachkommen es vermutlich bis Ende des 16. Jahrhunderts verblieb. Der Freirichter Barthel Jung verkaufte das Freirichtergut um 1610 an die Stadt Glatz, die vom Landesherrn auch das Obergericht über das Richtergut erkaufte, dieses jedoch während des Böhmischen Ständeaufstands von 1618 wieder verlor. Wegen Überschuldung verkaufte die Stadt Glatz das Richtergut 1631 an die Erben des Gläubigers Johann von Vite. Sie verkauften es um 1640 dem Valentin Mader, bei dessen Nachkommen es noch Anfang des 18. Jahrhunderts war.

### Kirchliche Zugehörigkeit
Da Verlorenwasser zunächst kein Gotteshaus hatte, war es zur Kirche von Niederlangenau gewidmet, die ihrerseits eine Filiale der damaligen Oberlangenauer Pfarrei war. Nachdem diese 1624 zur Filialkirche von Ebersdorf abgestuft wurde, fiel Verlorenwasser zusammen mit Niederlangenau an die Pfarrei St. Michael in Habelschwerdt. Mit Genehmigung des Prager Konsistoriums wurde im Jahre 1700 in Verlorenwasser eine hölzerne Begräbniskapelle mit dem Patrozinium des hl. Joseph und einem Friedhof erbaut. An ihrer Stelle wurde 1802–1803 eine kleine Kirche aus Stein errichtet und am 23. Oktober 1803 geweiht. Später wurde sie zur Kuratie der Pfarrkirche von Habelschwerdt bestimmt.

## Sehenswürdigkeiten
- Die St.-Josephs-Kirche von 1803 wurde 1804 um einen Turm erweitert. Der Hauptaltar im Stil des Rokoko wird Michael Klahr d. J. zugeschrieben. Die Seitenaltäre im Stil des Spätklassizismus stammen aus der Erbauungszeit. Der linke Seitenaltar wurde mit einer holzgeschnitzten Madonna im Strahlenkranz geschmückt. Das Deckengemälde schuf 1938 der Habelschwerdter Kunstmaler Herbert Blaschke.